# Zemplínsky Branč
Zemplínsky Branč (allemand : Bärentz) , est un village de Slovaquie situé dans la région de Košice.

## Histoire
Première mention écrite du village en 1273.

## Démographie

### Évolution de la population
| Année:               | 1994. | 2004.    | 2014. | 2024.   |
| -------------------- | ----- | -------- | ----- | ------- |
| Nombre de personnes: | 388   | 474      | 474   | 508     |
| Différence:          |       | +22,16 % | +0 %  | +7,17 % |

| Année:               | 2023. | 2024.   |
| -------------------- | ----- | ------- |
| Nombre de personnes: | 499   | 508     |
| Différence:          |       | +1,80 % |